# Maladera omanica
Maladera omanica är en skalbaggsart som beskrevs av Ahrens 2000. Maladera omanica ingår i släktet Maladera och familjen Melolonthidae. Inga underarter finns listade i Catalogue of Life.